# Kampimodromus keae
Kampimodromus keae är en spindeldjursart som först beskrevs av Papadoulis och Emmanouel 1991.  Kampimodromus keae ingår i släktet Kampimodromus och familjen Phytoseiidae. Inga underarter finns listade i Catalogue of Life.